# Isabela Paquiardi
Isabela da Silveira Paquiardi est une joueuse brésilienne de volley-ball née le 3 avril 1992 à Birigüi. Elle mesure 1,81 m et joue au poste de réceptionneuse-attaquante. 

## Clubs
| Club                    | De        | À         |
| ----------------------- | --------- | --------- |
| São Caetano             | 2008-2009 | 2012-2013 |
| Praia Clube             | 2013-2014 | 2014-2015 |
| Rio do Sul              | 2015-2016 | 2015-2016 |
| Sesi-SP                 | 2016-2017 | 2016-2017 |
| Brasília Vôlei          | 2017-2018 | 2017-2018 |
| Clube Curitibano        | 2018-2019 | 2018-2019 |
| Esporte Clube Pinheiros | 2019-2020 | 2019-2020 |
| Brasília Vôlei          | 2020-2021 | …         |

## Palmarès
- Championnat du monde des moins de 18 ans
  - Vainqueur : 2009.
- Championnat du monde des moins de 20 ans
  - Finaliste : 2011.